# Atlanta United FC
Atlanta United Football Club, er en amerikansk fodboldklub fra Atlanta i Georgia, som spiller i Major League Soccer.

## Historie

### Grundlæggelsen
Der begyndte i 2008 at være seriøs snak om at få et Major League Soccer hold til Atlanta, efter at Philadelphia havde fået et hold, Philadelphia Union, og som resultat var Atlanta nu den største by i USA uden et MLS hold. Samme år gav Arthur Blank, ejeren af Atlanta Falcons, et officielt bud for at få et hold til byen, men dette bud blev trukket tilbage i januar 2009, som resultat med problemer med at finansiere planerne og at finde et stadion at spille på.
Diskussion om et hold til Atlanta døde hen over de næste år, men fik nyt ild i 2011, som resultat af NHL-holdet Atlanta Thrashers flyttede fra byen til Winnipeg i Canada. Diskussion om emnet fortsatte, og blev især interessant efter at Atlanta Falcons fremlagde planer om et ny stadion, som kunne bruges til både amerikansk fodbold og til fodbold, og Rich McKay, som er Atlanta Falcons præsident, sagde i 2013 at de var åbne til at det nye stadion kunne være del af få en fodboldklub til byen. Efter længere forhandlinger blev Blank og MLS enige, og i april 2014 annoncerede ligaen at Atlanta ville få et hold, som ville blive del af ligaen i 2017.

### Debutsæson og mesterskab
Atlanta United spillede sin første kamp den 5. marts 2017, som dog endte som et 2-1 nederlag til New York Red Bulls. Atlanta sluttede på fjerdepladsen i Eastern Conference, og kvalificerede sig dermed til slutspillet, hvilke gjorde dem den første klub nogensinde i MLS til at komme i slutspillet i deres debutsæson. De tabte dog her til Columbus Crew.
2018 sæsonen ville blive en stor en for holdet. Atlanta sluttede på andenpladsen, og kvalificerede sig igen til slutspillet. Efter sejrer over New York City FC og New York Red Bulls, kom klubben i finalen, hvor de mødte Portland Timbers. Med en 2-0 sejr på hjemmebane sikrede klubben i kun sin anden sæson deres første mesterskab, og blev som resultat også det første hold fra Atlanta til at vinde et nationalt mesterskab siden 1995.
Det har dog ikke lykkedes klubben at gentage mesterskabet fra 2018, og i 2020 kom Atlanta for første gang ikke med i slutspillet i klubbens historie.

## Stadion
Atlanta United spiller på Mercedes-Benz Stadium, som de deler med Atlanta Falcons. Stadionet kan have op til 71.000, men til normale kampe bruges kun den nederste del af stadionet, som holder 42.500 tilskuere.

## Nuværende spillertrup
Oversigten er opdateret til og med 13. maj 2022.
| Nr. | Land      | Position | Spiller          |
| --- | --------- | -------- | ---------------- |
| 1   | USA       | MM       | Brad Guzan       |
| 2   | Venezuela | FO       | Ronald Hernández |
| 3   | USA       | FO       | Alex DeJohn      |
| 4   | USA       | AN       | Dom Dwyer        |
| 5   | Argentina | MI       | Santiago Sosa    |
| 6   | Argentina | FO       | Alan Franco      |
| 7   | Venezuela | AN       | Josef Martínez   |
| 8   | Argentina | MI       | Thiago Almada    |
| 9   | Brasilien | MI       | Matheus Rossetto |
| 10  | Argentina | MI       | Marcelino Moreno |
| 11  | USA       | FO       | Brooks Lennon    |
| 12  | USA       | FO       | Miles Robinson   |
| 13  | Tyskland  | MI       | Amar Sejdić      |
| 14  | Argentina | MI       | Franco Ibarra    |
| 15  | USA       | FO       | Andrew Gutman    |
| 16  | Cuba      | MI       | Osvaldo Alonso   |

| Nr. | Land      | Position | Spiller                                 |
| --- | --------- | -------- | --------------------------------------- |
| 18  | USA       | MM       | Bobby Shuttleworth                      |
| 19  | Brasilien | AN       | Luiz Araújo                             |
| 20  | USA       | MI       | Emerson Hyndman                         |
| 22  | Argentina | MM       | Rocco Ríos Novo (Lånt fra Lanús)        |
| 24  | USA       | MM       | Dylan Castanheira                       |
| 25  | USA       | MM       | Justin Garces                           |
| 26  | USA       | FO       | Caleb Wiley                             |
| 27  | USA       | FO       | Bryce Washington                        |
| 28  | USA       | AN       | Tyler Wolff                             |
| 29  | Mexico    | AN       | Ronaldo Cisneros (Lånt fra Guadalajara) |
| 30  | Sydsudan  | AN       | Machop Chol                             |
| 31  | USA       | AN       | Erik Centeno                            |
| 32  | USA       | FO       | George Campbell                         |
| 33  | USA       | FO       | Mikey Ambrose                           |
| 35  | USA       | FO       | Efrain Morales                          |
| 36  | USA       | AN       | Jackson Conway                          |

### Udlejet
| Nr. | Land      | Position | Spiller                                 |
| --- | --------- | -------- | --------------------------------------- |
| —   | Argentina | MI       | Ezequiel Barco (Udlånt til River Plate) |

| Nr. | Land     | Position | Spiller                          |
| --- | -------- | -------- | -------------------------------- |
| —   | Paraguay | AN       | Erik López (Udlånt til Banfield) |